# Villa La Decina
Villa La Decina è una delle più rilevanti ville storiche di Napoli.

## Storia
La struttura, trae la propria denominazione, dalla quercia soprannominata "decina" o "regina", che era presente nel suo vasto giardino, o meglio, boschetto. Venne costruita nella prima metà del XVIII secolo e rappresenta, assieme all'Eremo dei Camaldoli e all'antico nucleo colonico dei marchesi Verusio, l'unica testimonianza riconducibile a questo periodo, dell'intera zona.
Nell'Ottocento, la riscontriamo proprietà del pittore Camillo Guerra e, tutt'oggi, appartiene alla famiglia Guerra. L'artista, le diede un'originale impronta eclettica, risalente al primo Novecento, tutt'oggi ben visibile.
Di recente, il gruppo Letizia, che da poco ne detiene il possesso, ha dato inizio a un processo di restauro e riqualificazione.

## La struttura
L'edificio, progettato da Dante Tassotti, si presenta con un forte aspetto rurale, a struttura doppia e con torre caratterizzata da archetti pensili, soluzione d'angolo con balcone e portale catalano. Al suo fianco, l'altro corpo di fabbrica, è contraddistinto da archi ellittici con sovrastante porticato. La struttura è stata costruita perlopiù in tufo, poiché vi si riscontrano anche alcune parti in piperno. Oggi la vasta struttura è in stato di abbandono.
La struttura è tutelata direttamente dalla Soprintendenza per i Beni Ambientali e Architettonici di Napoli e Provincia, con la seguente motivazione:
"Trattasi di antico edificio, la cui veste attuale, pur conservando caratteri tradizionali, rappresenta un significativo riferimento per l'architettura napoletana degli inizi del secolo XX e per l'evoluzione culturale della produzione architettonica dell'autore (Ing. Camillo Guerra). Parte integrante dell'edificio è l'adiacente piccolo parco, caratterizzato dalla presenza di alberi di alto fusto, fra le essenze tipiche della zona".